# Патрик Бодри
Патри́к Пиер Роже́ Бодри́ (на френски: Patrick Pierre Roger Baudry е вторият френски астронавт. Извърва полет на космическия кораб „Дискавъри“, мисия STS-51G през юни 1985 г.

## Образование
Роден е на 6 март 1946 в Дуала, Френски Камерун. През 1965 г. завършва Националното военно училище на Франция, а през 1967 г. – Френската военновъздушна академия „École de l'Air“.

## Служба във ВВС
Служи като летец-изтребител и изпълнява голям брой полети в различни страни на Африка.
Общият нальот на Бодри е повече от 4000 ч, от които 3300 – на повече от 100 вида реактивни самолети. Има лиценз за пилот и от транспортната авиация.

## Космическа подготовка
През октомври 1979 г. става един от петте финалисти на астронавти на CNES за изпълнение на първия съветско-френски космически полет, след което продължава подготовката си в град По, отделяйки по-голямо внимание на парашутни тренировки и изучаването на руски език. На 11 юни 1980 г. е избран заедно с Жан-Лу Кретиен и е назначен в дублиращия екипаж. Минава подготовка в Центъра за подготовка на космонавти „Юрий Гагарин“ в продължение на две години по програмата на полета, в рамките на който предстоят експерименти в областта на физиологията, биологията, металообработването в космоса и астрономията.
През 1984 г. заедно с Ж.-Л. Кретиен е изпратен в Хюстън (САЩ) за подготовка на първия френско-американски полет. На 2 април 1984 г. е назначен за специалист по полезни товари в екипажа на космическия кораб Дискавъри, мисия STS-51G. Полетът протича от 17 до 24 юни 1985 г. Основната цел на мисията е извеждането в орбита на четири спътника: мексиканския Morelos-A, арабския Arabsat-1B и американските Telstar-303 (Telstar-3D) и Spartan-201-1. След като правят 112 обиколки около Земята, се приземяват след 7 денонощия 1 час 38 минути 52 секунди в космоса.

## След полета
След полета се уволнява от армията и работи като летец-изпитател в компанията Airbus.
През 1989 г. създава центъра Space Camp в Кан-ла-Бока за опознаване и обучение на деца на основните космически дейности (закрит е през 1993 г.) П. Бодри е експерт от CNES по пилотираната програма „Хермес“ (проектът е закрит през 1993 г.).
Сега е пенсионер, живее в Аквитания. Женен, има три деца. Любител е на моторните (мотоциклетни и автомобилни) спортове, маратон, ски, уиндсърфинг.